# Lecane stephensae
Lecane stephensae är en hjuldjursart som först beskrevs av Hutchinson 1931.  Lecane stephensae ingår i släktet Lecane och familjen Lecanidae. Inga underarter finns listade i Catalogue of Life.